# Kuritz (Einheit)
Kuritz, auch Curitza, war ein wendisches Getreidemaß und die Bezeichnung des Scheffels. Das Maß wurde bereits 1318 auf der Insel Rügen als Abgabenmaß an den Bischof erwähnt und richtete sich nach dem Haken Land. In der Literatur wird der Scheffel als der „Scheffel größerer Maße“ beschrieben. 